# Brad Branson
Bradley Alexander Branson Maas (* 24. September 1958 in Harvey (Illinois)) ist ein ehemaliger US-amerikanisch-spanischer Basketballspieler.

## Werdegang
Branson spielte in seinem Heimatland als Heranwachsender Basketball an der North Fort Myers High School im US-Bundesstaat Florida. Von 1676 bis 1978 war er Student und Basketballspieler am Edison Community College in Ohio und von 1978 bis 1980 an der Southern Methodist University (SMU) in Texas. Bei SMU war Branson in seinen beiden Spieljahren (1978/79 sowie 1979/80) innerhalb der Mannschaft jeweils bester Korbschütze und bei den Rebounds führend, 1979/80 des Weiteren bei den geblockten gegnerischen Würfen.
Die NBA-Mannschaft Detroit Pistons sicherte 1980 sich beim Draftverfahren die Rechte an Branson, spielte aber nie für die Mannschaft. Er war als Berufsbasketballspieler zunächst in Italien beschäftigt, im Herbst 1981 stand er bei den Dallas Mavericks unter Vertrag, wurde aber im Oktober 1981 aus dem Aufgebot gestrichen, ohne in der NBA zum Einsatz gekommen zu sein. Branson sammelte Spielerfahrung bei den Anchorage Northern Knights in der US-Liga CBA, im Februar 1982 wechselte er zu den Cleveland Cavaliers in die NBA und bestritt zehn Spiele für die Mannschaft. 1982/83 kamen in Diensten der Indiana Pacers 62 weitere NBA-Einsätze hinzu.
Er ging nach Italien zurück, ehe Branson zwischen 1986 und 1988 bei Real Madrid unter Vertrag stand. Im März 1988 gewann er mit der Mannschaft, der damals auch Wendell Alexis und Juan Antonio Corbalán angehörten, den europäischen Vereinswettbewerb Korać-Cup. In den beiden Endspielen gegen KK Cibona Zagreb erzielte er eine Gesamtzahl von 31 Punkten. Zwischen 1988 und 1994 spielte er für Pamesa Valencia, Branson nahm während seiner Laufbahn die spanische Staatsbürgerschaft an. In der Liga ACB bestritt er insgesamt 280 Spiele (18,1 Punkte je Begegnung).
In Spanien betrieb Branson nach dem Ende seiner Spielerlaufbahn zeitweise zwei Gaststätten. Er geriet in Geldnot, 1998 kehrte er in die Vereinigten Staaten zurück.